# Black Star (groupe anarchiste)
Pour les articles homonymes, voir Black Star.
Black Star (également connu sous le nom Mavro Asteri, en grec Μαύρο Αστέρι) est un groupe anarchiste grec impliqué dans l'action directe violente.

## Historique
Entre mai 1999 et octobre 2002, Black Star est l'une des organisations anarchistes la plus actifs en Grèce. Ils sont anti-impérialiste, anti-establishment et anti-capitaliste. Le groupe a déclaré se consacrer à la « résistance contre les organisations de masse de l'impérialisme américain et à leurs collaborateurs locaux ». Ils estiment que « les seuls terroristes sont les forces américaines impérialistes, leurs alliés européens et leurs associés capitalistes locaux ».
Black Star exige souvent la libération des prisonniers politiques (par exemple Siméon Seisidis ou Mumia Abu-Jamal) lors d'appel pour revendiquer la responsabilité de leurs attaques. Les cibles du groupe sont les voitures des ambassades et des diplomates, mais ils ont aussi attaqué les bureaux et les voitures d'organisations et d'entreprises internationales.